# Xuetian (köpinghuvudort i Kina, Zhejiang Sheng, lat 29,00, long 120,56)
Xuetian (kinesiska: 学田, 大盘镇) är en köpinghuvudort i Kina. Den ligger i provinsen Zhejiang, i den östra delen av landet, omkring 140 kilometer söder om provinshuvudstaden Hangzhou. Antalet invånare är 5 040. Befolkningen består av 2 526 kvinnor och 2 514 män. Barn under 15 år utgör 15,0 %, vuxna 15-64 år 68 %, och äldre över 65 år 15,0 %.
Runt Xuetian är det ganska tätbefolkat, med 166 invånare per kvadratkilometer. Närmaste större samhälle är Anwen, 13,5 km nordväst om Xuetian. I omgivningarna runt Xuetian växer i huvudsak blandskog.
Genomsnittlig årsnederbörd är 2 402 millimeter. Den regnigaste månaden är juni, med i genomsnitt 411 mm nederbörd, och den torraste är januari, med 67 mm nederbörd.